# Zdeněk Zmeškal
Zdeněk Zmeškal (* prosinec 1957, Krnov) je český ekonom a vysokoškolský pedagog.

## Život
Absolvoval Gymnázium v Bruntále (1977). Dále vysokoškolské vzdělání (1981), obor Ekonomika a řízení průmyslu, doktorské studium (1996), obor Systémové inženýrství, habilitaci (1999), obor Podnikatelství a management, profesorské řízení (2004) v oboru Finance, Ekonomická fakulta, VŠB-TU v Ostravě.
Profesně působil v letech 1980 až 1994 jako ekonom a výzkumný pracovník, VÚHŽ Dobrá. Potom nastoupil na Ekonomickou fakultu VŠB TU v Ostravě, kde pracoval postupně v pozicích odborný asistent, docent, profesor. V letech 2002 až 2008 byl zástupcem vedoucí katedry financí, v letech 2008 až 2016 proděkanem pro výzkum a doktorská studia, následně v letech 2016 až 2019 byl děkanem.
Odborně se zaměřuje na finance, finanční modelování, rozhodování za rizika, vícekriteriální rozhodování, oceňování finančních derivátů, reálné opce, fuzzy-stochastické modelování.